# Touch Me (I Want Your Body)
"Touch Me (I Want Your Body)" é uma canção da cantora inglesa Samantha Fox, lançada em 10 de março de 1986 como o primeiro single de Samantha e o primeiro single do álbum Touch Me (1986). Escrita por Mark Shreeve, Jon Astrop e Pete Q. Harris, e produzida pelos dois últimos, a canção foi um sucesso mundial, chegando ao número 3 no UK Singles Chart e número 4 na Billboard Hot 100 dos EUA, enquanto no topo das paradas na Austrália, Canadá, Finlândia, Grécia, Noruega, Portugal, Suécia e Suíça.
A música é sobre ela procurando por um homem. O videoclipe que acompanhava mostrava Fox se apresentando para uma multidão lotada vestindo jeans rasgados e uma jaqueta jeans. Durante a música, ela puxa um jovem da multidão e o provoca antes de passar para outra pessoa. A música é carregada de insinuações sexuais.

## Lista de Faixas
- 7-inch single

1. "Touch Me (I Want Your Body)" – 3:44
2. "Never Gonna Fall in Love Again" – 5:06

- 7-inch single (US and Canada)

1. "Touch Me (I Want Your Body)" – 3:44
2. "Drop Me a Line" – 3:46

- 12-inch single

1. "Touch Me (I Want Your Body)" (extended version) – 5:19
2. "Never Gonna Fall in Love Again" – 5:07

- 12-inch maxi single – Remixes

1. "Touch Me (I Want Your Body)" (blue mix) – 5:49
2. "Touch Me (I Want Your Body)" (alternative version) – 4:09
3. "Tonight's the Night" – 3:16

- US 12-inch maxi single

1. "Touch Me (I Want Your Body)" (extended version) – 5:19
2. "Touch Me (I Want Your Body)" – 3:44
3. "Touch Me (I Want Your Body)" (blue mix) – 5:49
4. "Touch Me (I Want Your Body)" (alternative version) – 4:09
5. "Drop Me a Line" – 3:47

## Versão de Günther feat. Samantha Fox
Em 2004, o cantor sueco Günther fez um cover da música para seu primeiro álbum de estúdio, Pleasureman (2004). Sua versão apresenta novos vocais de Fox, que também aparece no videoclipe que o acompanha.

### Desempenho nas tabelas musicais
| Tabela musical (2004)               | Melhor posição |
| ----------------------------------- | -------------- |
| Dinamarca (Hitlisten)               | 12             |
| Finlândia (Suomen virallinen lista) | 3              |
| Noruega (VG-lista)                  | 7              |
| Suécia (Sverigetopplistan)          | 1              |